# Meerbusch Challenger 2021
Il Meerbusch Challenger 2021, nome ufficiale Rhein Asset Open 2021 per ragioni di sponsorizzazione, è stato un torneo maschile di tennis giocato sulla terra rossa. Era l'8ª edizione del torneo, facente parte della categoria Challenger 80 nell'ambito dell'ATP Challenger Tour 2021. 
Si è giocato allo Sport & Tennis Resort di Meerbusch, in Germania, dal 9 al 15 agosto 2021.

## Partecipanti

### Teste di serie
| Nazionalità          | Giocatore               | Ranking* | Testa di serie |
| -------------------- | ----------------------- | -------- | -------------- |
| Germania             | Daniel Altmaier         | 120      | 1              |
| Bosnia ed Erzegovina | Damir Džumhur           | 121      | 2              |
| Paesi Bassi          | Botic van de Zandschulp | 126      | 3              |
| Germania             | Oscar Otte              | 140      | 4              |
| Argentina            | Juan Manuel Cerúndolo   | 145      | 5              |
| Rep. Ceca            | Tomáš Macháč            | 150      | 6              |
| Slovacchia           | Alex Molčan             | 153      | 7              |
| India                | Sumit Nagal             | 159      | 8              |

* Ranking al 2 agosto 2021.

### Altri partecipanti
I seguenti giocatori hanno ricevuto una wild card per il tabellone principale:
- Shintaro Mochizuki
- Rudolf Molleker
- Mats Rosenkranz

I seguenti giocatori sono passati dalle qualificazioni:
- Duje Ajduković
- Jesper de Jong
- Nick Hardt
- Nicolás Kicker

Il seguente giocatore è entrato in tabellone come lucky loser:
- Nerman Fatić

## Punti e montepremi
| Torneo    | Torneo              | V     | F     | SF    | QF    | 2T  | 1T  | Q | Q2  | Q1  |
| Singolare | Punti               | 80    | 48    | 29    | 15    | 7   | 0   | 4 | 1   | 0   |
| Singolare | Premi in denaro (€) | 6 190 | 3 650 | 2 160 | 1 260 | 730 | 450 | – | 225 | 115 |
| Doppio    | Punti               | 80    | 48    | 29    | 15    | –   | 0   | – | –   | –   |
| Doppio    | Premi in denaro (€) | 2 670 | 1 550 | 930   | 550   | –   | 310 | – | –   | –   |

## Campioni

### Singolare
Marcelo Tomás Barrios Vera ha sconfitto in finale  Juan Manuel Cerúndolo con il punteggio di 7–6(7), 6–3.

### Doppio
Szymon Walków /  Jan Zieliński hanno sconfitto in finale  Dustin Brown /  Robin Haase con il punteggio di 6–3, 6–1.